# Til Schindler
Til Schindler (* 28. Mai 1993 in München) ist ein deutscher Schauspieler.

## Leben
Schindler absolvierte 2011 sein Abitur. 2015–2019 absolvierte er sein Schauspielstudium an der Universität der Künste Berlin, wo er 2019 auch im Studiengang Szenisches Schreiben studierte.
Schindler spielte von 2009 bis 2011 im Jugendclub des Residenztheaters München unter Leitung von Cindy Jänicke. 2011 erhielt er dort ein Gastengagement für das Stück Dreck unter Regie von Manuela Kücükdag. Ein weiteres Gastengagement führte ihn ans Deutsche Theater Berlin, wo er 2017–2018 im Stück Your Very Own Double Crisis Club unter der Regie von András Dömötör spielte. Außerdem spielte er am Hans Otto Theater Potsdam, beim P14 Jugendtheater der Volksbühne am Rosa-Luxemburg-Platz, am bat Studiotheater sowie in einer Theaterproduktion in Uganda.
Als Jugendlicher sammelte Schindler erste Dreherfahrungen. Seine erste Fernsehrolle spielte er 2010 in dem ARD-Spielfilm Die Aufnahmeprüfung als rebellischer Teenager Toni Meissner. 2012 spielte er die Ensemblerolle des Mobbingopfers Jakob im RBB-Movie Jetzt Jetzt Jetzt (Regie: Christin Freitag). Es folgten Rollen in Serien wie Schuld nach Ferdinand von Schirach, Morden im Norden und Notruf Hafenkante. 2015 spielte er in Gottlos unter Regie von Thomas Stiller in der Episodenhauptrolle den dreifachen Mörder Bernd.
2016 spielte er eine Episodenrolle als deutscher Soldat Werner Lenard in der US-amerikanischen Serie Genius: Einstein (Regie: James Hawes) und an der Seite seines Zwillingsbruders Frederik Schindler als Tim und Tom in dem Kinospielfilm Königin von Niendorf von Joya Thome. In diesem Jahr spielte er außerdem eine Ensemblerolle als linksradikaler Aktivist Volker in Bruce LaBruces Kinospielfilm The Misandrists, der 2017 auf den 67. Internationalen Filmfestspielen Berlin – Berlinale in der Sektion Panorama Premiere hatte und 2018 in den USA in den Kinos startete.
2018 spielte er den deutschen Soldat Felix Becker in dem britisch-französischen Kurzfilm Attrition für France 3 und in Deutscher Gebärdensprache die Episodenhauptrolle des gehörlosen Felix Anzer in der ZDF-Serie SOKO München. Außerdem spielte er in der ZDF-Serie Die Spezialisten den US-amerikanischen GI Michael Jenkins.
Seit 2019 ist Schindler Ensemblemitglied am Schauspielhaus Wien.
Im Februar 2021 war Schindler Teil der Initiative #ActOut im SZ-Magazin, zusammen mit 184 anderen lesbischen, schwulen, bisexuellen, queeren, intergeschlechtlichen und transgender Personen aus dem Bereich der darstellenden Künste.
Schindler lebt in Berlin und Wien.

## Filmografie (Auswahl)
- 2009: Nie gesagte Dinge (Kurzfilm)
- 2009: Ich halt dich fest (Kurzfilm)
- 2011–2012: Fluch des Falken (Fernsehserie, eine Staffel)
- 2012: SOKO 5113 (Fernsehserie, Episode: Pentagon)
- 2012: Hubert und Staller (Fernsehserie, Episode: Villa – gekauft wie gesehen)
- 2012: Die Aufnahmeprüfung (Fernsehfilm)
- 2013: Der blinde Fleck (Kinofilm)
- 2013: JETZT JETZT JETZT (Fernsehfilm)
- 2014: Love, yesterday (Kurzfilm)
- 2014: Alles Klara (Fernsehserie, Episode: Geteert und gefedert)
- 2014: Seoul (Kurzfilm)
- 2014: Morden im Norden (Fernsehserie, Episode: Zivilcourage)
- 2015: Schuld nach Ferdinand von Schirach (Fernsehserie, Episode: Die Illuminaten)
- 2015: Der Lehrer (Fernsehserie, Episode: Die sind verliebt, die zählen nicht!)
- 2015: Der Nachtmahr (Kinofilm)
- 2015: Desire will set you free (Kinofilm)
- 2016: heart shaped box (Kurzfilm)
- 2016: Gottlos (Fernsehserie, Episode: Die Auslöschung)
- 2017: Die Misandristinnen (The Misandrists, Kinofilm)
- 2017: Die jungen Ärzte (Fernsehserie, Episode: Wer wagt, gewinnt)
- 2017: Notruf Hafenkante (Fernsehserie, Episode: Kopfgeld)
- 2017: Königin von Niendorf (Kinofilm)
- 2017: Genius: Einstein (Fernsehserie, Episode Einstein: Chapter Seven)
- 2017: Beschützer (Kurzfilm)
- 2018: Attrition (Fernsehfilm)
- 2019: SOKO München (Fernsehserie, Episode: Stille Liebe)
- 2019: Die Spezialisten (Fernsehserie, Episode: Fahnenflucht)
- 2020: Der Ruf (Kurzfilm)
- 2021: Tödliche Gier (Fernsehfilm)
- 2022: Hundefreund (Kurzfilm)

## Theatrografie
- 2011: Dreck (Residenztheater München)
- 2011: The Fantastic Four (Peace Africa Children’s Ensemble Uganda)
- 2013: Simba, Prinz von Dänemark (P14 Volksbühne Berlin)
- 2017–2018: Your Very Own Double Crisis Club (Deutsches Theater Berlin)
- 2018: Die Ermordung des Kaisers Elagabal (Deutsches Theater Berlin, Box / Hans Otto Theater Potsdam)
- 2019: Kudlich in Amerika (Schauspielhaus Wien)
- 2020: Angstbeißer (Schauspielhaus Wien)
- 2020: Rand (Schauspielhaus Wien)
- 2020: Tragödienbastard (Schauspielhaus Wien)
- 2021: Die Odyssee (Schauspielhaus Wien)
- 2021: Oxytocin Baby (Schauspielhaus Wien)
- 2022: Coma (Schauspielhaus Wien)